# 帕夫連斯科耶湖
54°53′0″N 37°26′43″E / 54.88333°N 37.44528°E
帕夫連斯科耶湖（俄语：Павленское озеро），是俄羅斯的湖泊，位於該國西部，由莫斯科州負責管轄，處於謝爾普霍夫區，長2公里、寬0.9公里，面積1.2平方公里，最大水深18米。